# بينزهو
بينزهو (بالصينية: 滨州市 )‏ هي مدينة على مستوى محافظة، في جمهورية الصين الشعبية، تتبع شاندونغ، بلغ عدد سكانها 3,779,200 نسمة في 2010، تبلغ مساحتها 9,447 كيلومتر مربع، رمزها البريدي هو 256600.

## المناخ
يظهر الجدول التالي التغييرات المناخية على مدار السنة لبينزهو:
| البيانات المناخية لـبينزهو         | البيانات المناخية لـبينزهو | البيانات المناخية لـبينزهو | البيانات المناخية لـبينزهو | البيانات المناخية لـبينزهو | البيانات المناخية لـبينزهو | البيانات المناخية لـبينزهو | البيانات المناخية لـبينزهو | البيانات المناخية لـبينزهو | البيانات المناخية لـبينزهو | البيانات المناخية لـبينزهو | البيانات المناخية لـبينزهو | البيانات المناخية لـبينزهو | البيانات المناخية لـبينزهو |
| الشهر                              | يناير                      | فبراير                     | مارس                       | أبريل                      | مايو                       | يونيو                      | يوليو                      | أغسطس                      | سبتمبر                     | أكتوبر                     | نوفمبر                     | ديسمبر                     | المعدل السنوي              |
| ---------------------------------- | -------------------------- | -------------------------- | -------------------------- | -------------------------- | -------------------------- | -------------------------- | -------------------------- | -------------------------- | -------------------------- | -------------------------- | -------------------------- | -------------------------- | -------------------------- |
| الدرجة القصوى °م (°ف)              | 14.7 (58.5)                | 22.5 (72.5)                | 25.7 (78.3)                | 31.9 (89.4)                | 39.8 (103.6)               | 39.0 (102.2)               | 39.1 (102.4)               | 35.8 (96.4)                | 34.6 (94.3)                | 31.0 (87.8)                | 24.4 (75.9)                | 18.2 (64.8)                | 39.8 (103.6)               |
| متوسط درجة الحرارة الكبرى °م (°ف)  | 2.7 (36.9)                 | 5.8 (42.4)                 | 12.2 (54.0)                | 20.5 (68.9)                | 26.1 (79.0)                | 30.8 (87.4)                | 31.3 (88.3)                | 30.0 (86.0)                | 26.3 (79.3)                | 20.3 (68.5)                | 11.8 (53.2)                | 4.8 (40.6)                 | 18.6 (65.4)                |
| المتوسط اليومي °م (°ف)             | −3.3 (26.1)                | −0.6 (30.9)                | 5.8 (42.4)                 | 13.9 (57.0)                | 19.7 (67.5)                | 24.7 (76.5)                | 26.5 (79.7)                | 25.2 (77.4)                | 20.2 (68.4)                | 13.8 (56.8)                | 5.6 (42.1)                 | −0.9 (30.4)                | 12.5 (54.5)                |
| متوسط درجة الحرارة الصغرى °م (°ف)  | −7.8 (18.0)                | −5.4 (22.3)                | 0.4 (32.7)                 | 7.8 (46.0)                 | 13.6 (56.5)                | 18.8 (65.8)                | 22.2 (72.0)                | 21.1 (70.0)                | 15.1 (59.2)                | 8.5 (47.3)                 | 0.7 (33.3)                 | −5.2 (22.6)                | 7.5 (45.5)                 |
| أدنى درجة حرارة °م (°ف)            | −21.2 (−6.2)               | −21.4 (−6.5)               | −16.6 (2.1)                | −2.5 (27.5)                | 4.6 (40.3)                 | 10.8 (51.4)                | 12.5 (54.5)                | 12.6 (54.7)                | 5.0 (41.0)                 | −3.6 (25.5)                | −12.9 (8.8)                | −20.0 (−4.0)               | −21.4 (−6.5)               |
| الهطول مم (إنش)                    | 4.2 (0.17)                 | 7.7 (0.30)                 | 10.1 (0.40)                | 23.1 (0.91)                | 39.3 (1.55)                | 70.3 (2.77)                | 184.3 (7.26)               | 135.4 (5.33)               | 44.0 (1.73)                | 31.9 (1.26)                | 13.5 (0.53)                | 4.8 (0.19)                 | 568.6 (22.4)               |
| متوسط أيام هطول الأمطار (≥ 0.1 mm) | 2.2                        | 2.8                        | 3.6                        | 5.1                        | 5.6                        | 7.3                        | 12.3                       | 9.4                        | 6.2                        | 4.9                        | 4.1                        | 2.4                        | 65.9                       |
| المصدر: Weather China              |                            |                            |                            |                            |                            |                            |                            |                            |                            |                            |                            |                            |                            |

## معرض صور

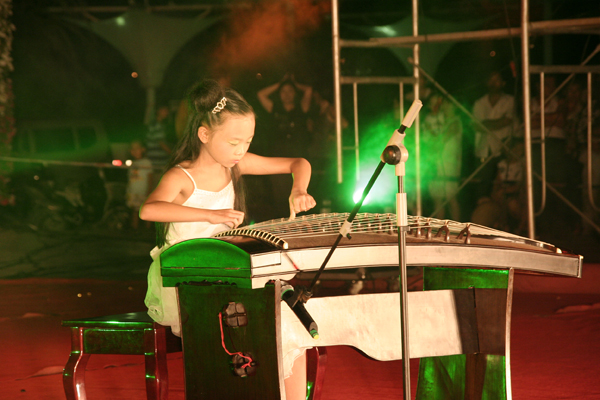
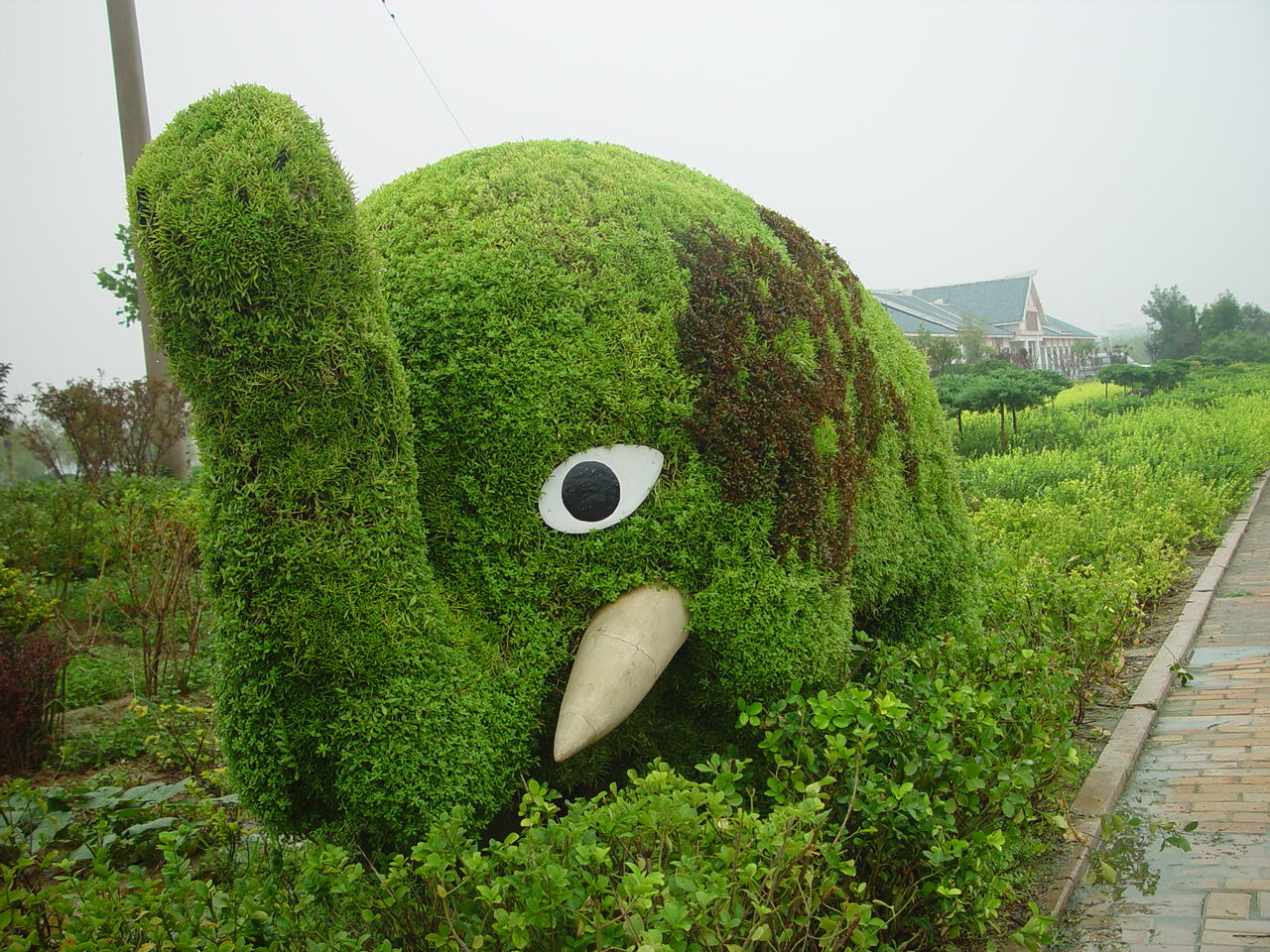
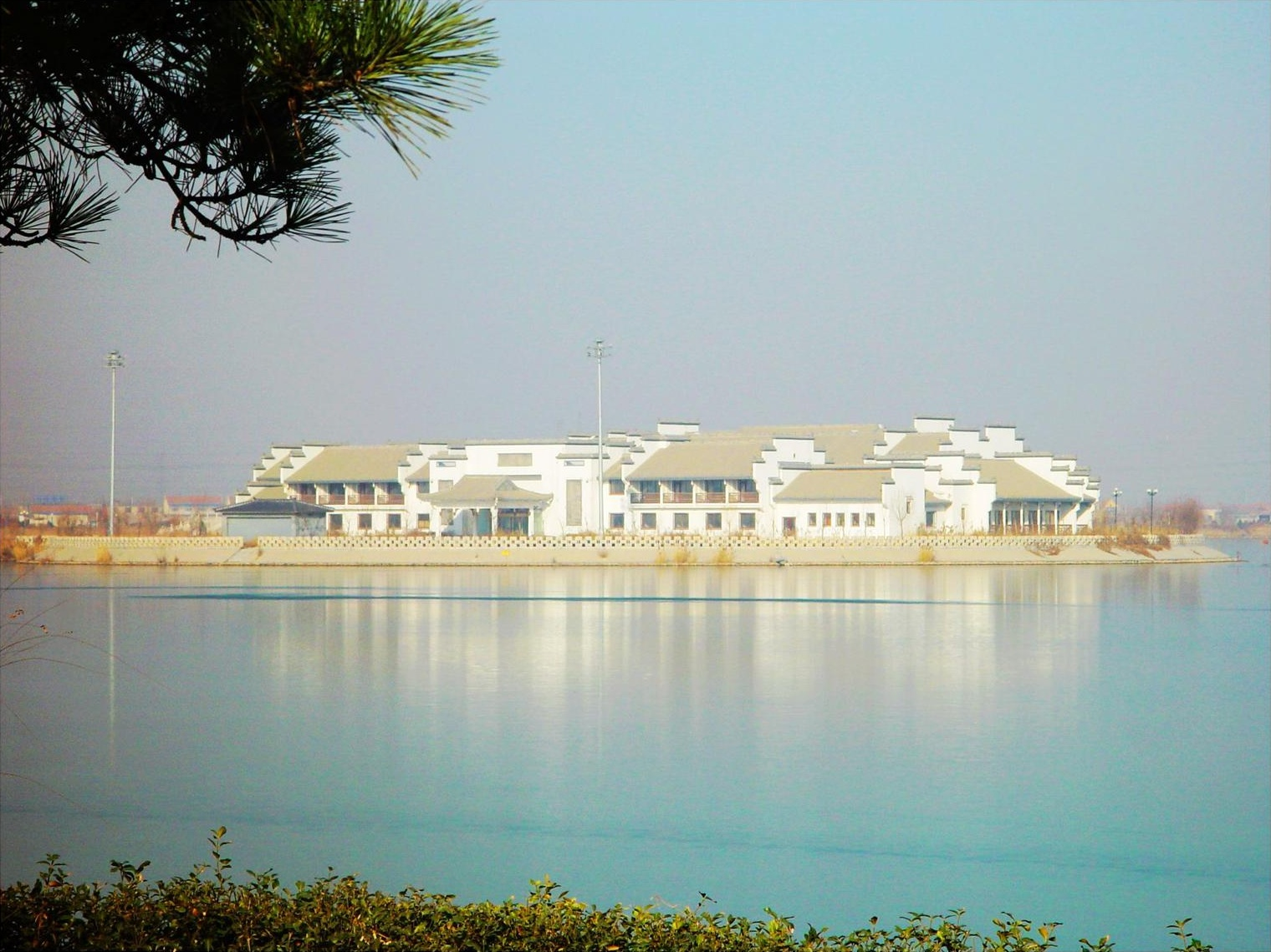
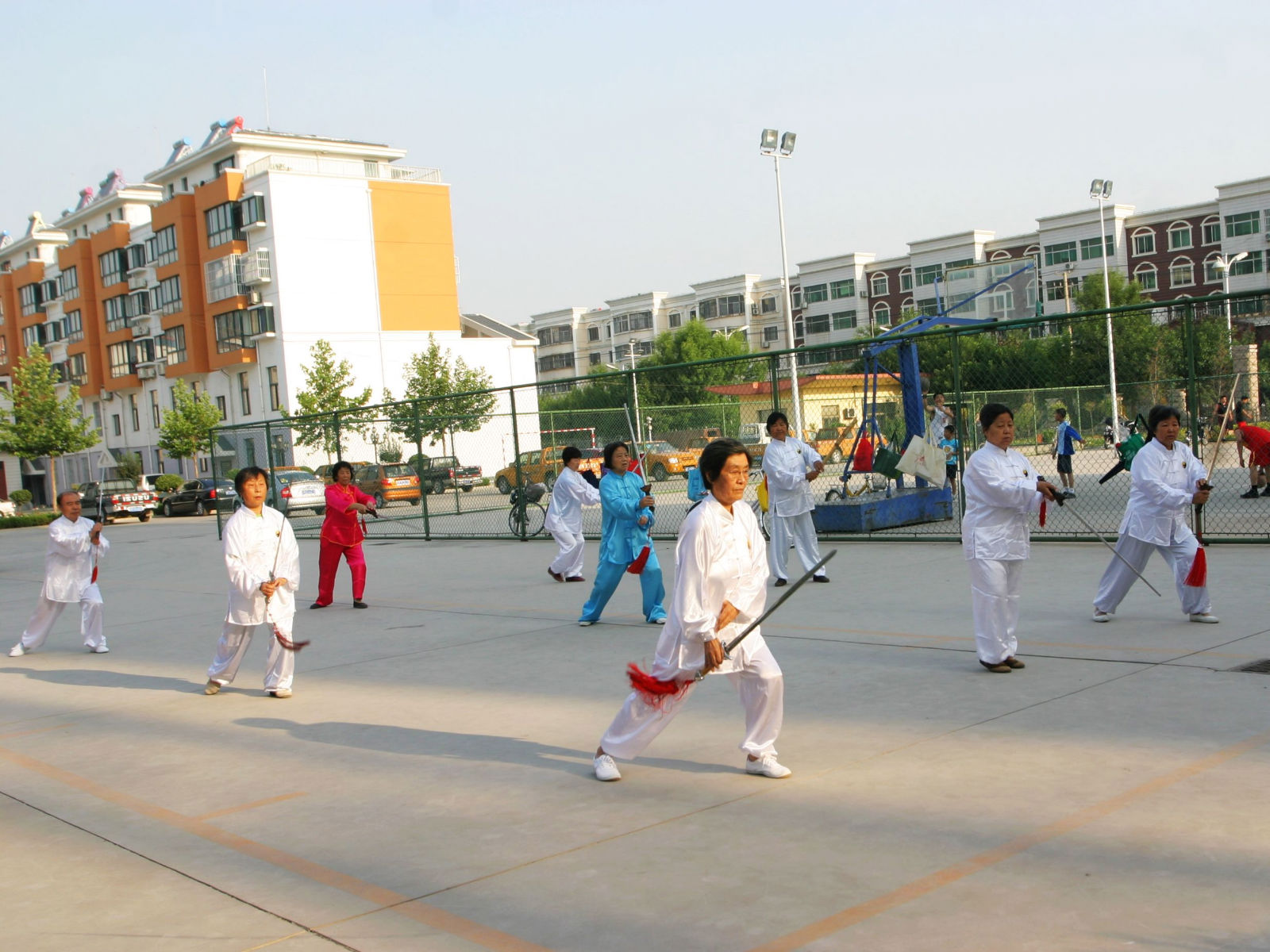

## التقسيمات الإدارية
- Bincheng, Binzhou [الإنجليزية]‏
- Huimin County [الإنجليزية]‏
- Yangxin County, Shandong [الإنجليزية]‏
- Wudi County [الإنجليزية]‏
- Zhanhua, Binzhou [الإنجليزية]‏
- Boxing County [الإنجليزية]‏
- Zouping [الإنجليزية]‏.

## توأمة
لبينزهو اتفاقيات توأمة مع:
- كالوغا

## أعلام
- لي شين
- شو يان